# Schloss La Chatonnière

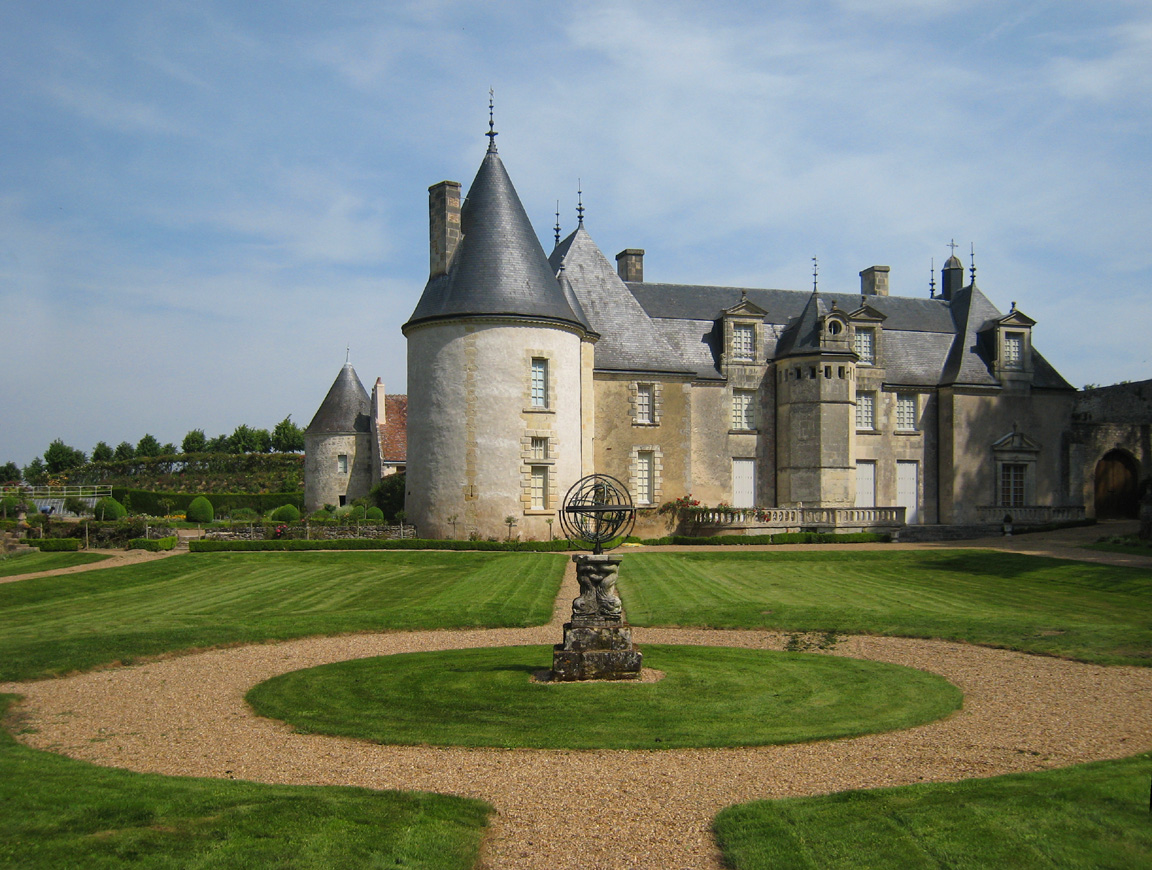
Schloss La Chatonnière

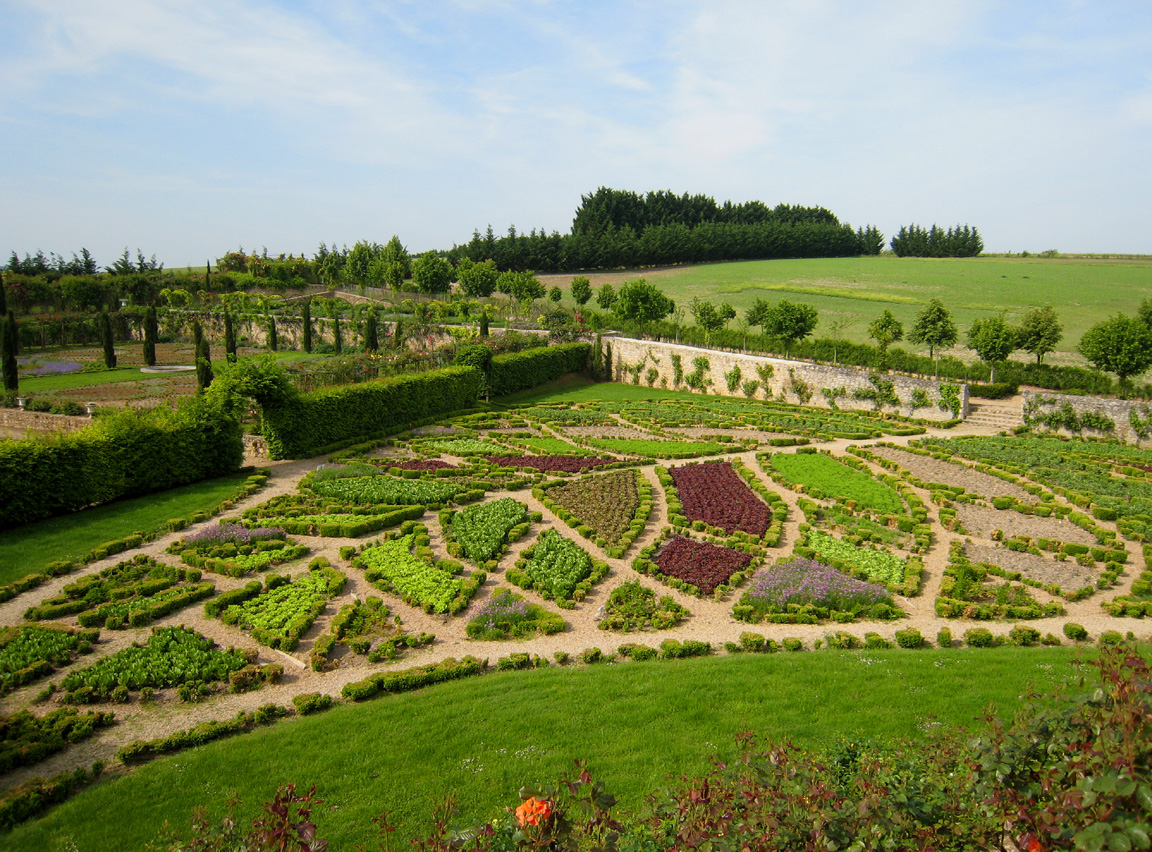
Schloss La Chatonniere, Garten der Fülle

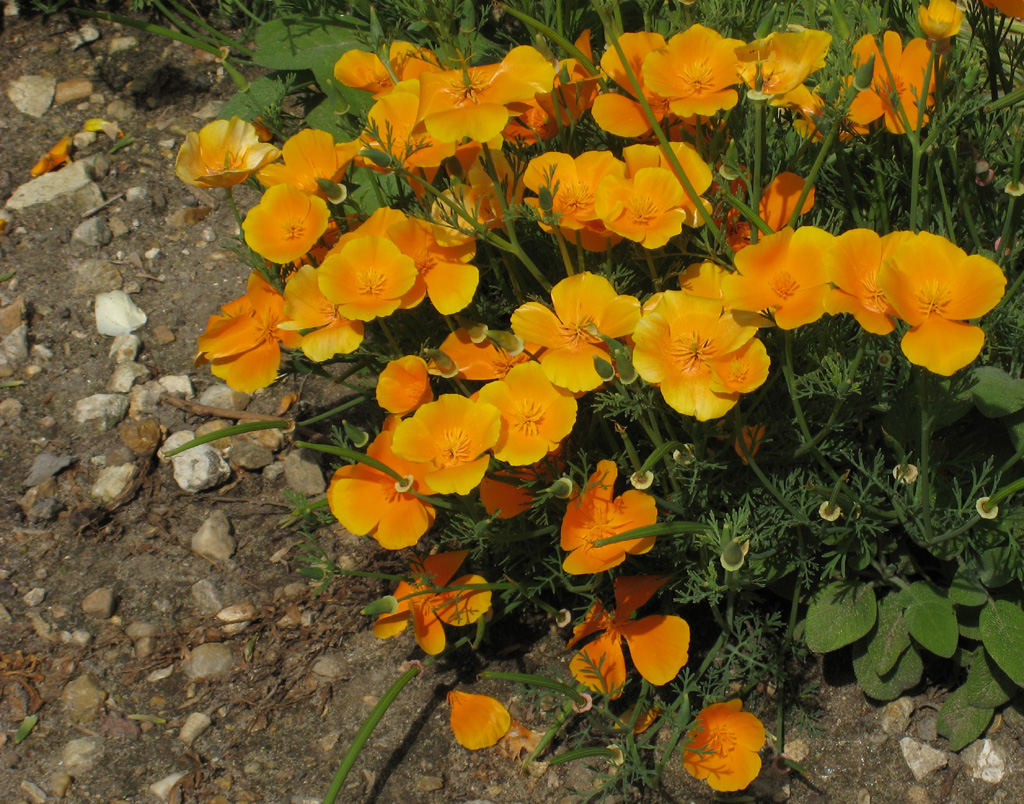
Gelber Hornmohn (Glaucium flavum)

Das Schloss La Chatonnière befindet sich in der französischen Region Centre-Val de Loire und liegt im Département Indre-et-Loire. Die Lage des kleinen Renaissance-Schlosses in einem Seitental der Indre an der Straße von Azay-le-Rideau nach Langeais bezaubert vom ersten Augenblick an.

## Schlossgärten
Das Schloss selbst ist nicht zugänglich; der Grund für einen Besuch sind die neun Terrassengärten auf dem Anwesen. Streng geometrisch oder wild, blühen sie blau, lachsfarben oder weiß, und sie symbolisieren Eleganz, Intelligenz, Romantik, Wissenschaft, Fülle, Überschwang, Utopie, Schweigen und Sinnlichkeit. In diesen Gärten kulminiert der überwältigende Eindruck, den der Garten Frankreichs auf den Besucher macht. Natur wird hier in eine märchenhafte Welt transformiert, und es lohnt sich, die einzelnen Gärten näher anzusehen.
Garten der Eleganz
Südlich des Schlosses, inmitten von Grünflächen, im Schatten hoher Linden und kegelförmig geschnittener Eiben liegt der Garten der Eleganz. Er wird von Skulpturen eingerahmt und ist von Vasen, kleinen Büschen und Aussichtspunkten umgeben. Seine Eishügel, Labyrinthe und Blumenbeete verwandeln sich mit den Jahreszeiten: Tulpen im April, Lilien im Mai, Dahlien im Sommer, Alpenveilchen im Herbst.
Garten der Intelligenz
Umstellt von Pergolen, die von Rosen umrankt sind, erinnert der Garten der Intelligenz an leuchtende Arabesken. Vier blaurote, quadratische Beete werden eingerahmt von Pergolen und Mauern voller Rosen und Clematis.
Romantik-Garten
Der Garten der Romantik ist dem Traum des Polyphil nachempfunden. Er besteht aus einem Kranz von dreißig runden Grünflächen, und von Weidengeflecht gestützte Kletterrosen formen schillernde Bögen. In der Mitte verbirgt sich ein Labyrinth, wie man es aus alten Überlieferungen der Wikinger kennt.
Garten der Wissenschaft
Der Garten besteht aus Quadraten, die ein Schachbrettmuster bilden. Als Bepflanzung wechseln sich Rasen und Heilkräuter ab. Zu finden sind zum Beispiel Ysop, Rosmarin, Salbei, Thymian, Zitronenmelisse, Eisenkraut, Engelwurz, Sellerie, Rettich, Arnika, Wermut, Johanniskraut, Estragon, Pfefferminze, Fenchel, Süßholz, Lavendel, Kerbel, Myrte, Rhabarber, Raute und Bohnenkraut.
Garten der Fülle
Der Garten der Fülle ist ein Gemüsegarten, durch tausend erhöht gepflanzte, safranfarbene Rosenbüsche vor dem Nordwind geschützt. Hier wachsen Erdbeeren, Lauch, Auberginen, Basilikum, Schnittlauch, Petersilie, Tomaten, Sellerie, Weißkohl und Rotkohl, rotes Mangold und rote Paprikaschoten. Alle Beete zusammen sind quasi eingebettet in ein riesiges Rosenblatt, dessen Rippen von den Wegen dazwischen gebildet werden.
Garten der Utopie
An einer das Schloss überragenden Felsseite leuchtet der kalifornische Mohn des halbmondförmigen Gartens der Utopie. Tausend feuerfarbige Rose bilden eine Laube, an der sich Goldrosen empor ranken.
Garten des Überschwangs
Auf sechs Hektar wogt im Garten des Überschwangs ein Meer von Wildblumen.
Garten des Schweigens
Der Garten des Schweigens befindet sich im Herzen des Anwesens. Ein alter Brunnen, ein Taubenschlag, von Zypressen umstandene Rasenflächen sowie Vasen als Dekoration verleihen dem Garten Anmut und Strenge zugleich.
Garten der Sinne
Im Westen liegt am Fuße der mittelalterlichen Türme, um ein Wasserbecken herum, der mit Buchsbaum eingefasste Garten, an dem sich alle fünf Sinne erfreuen können. Einhundertfünfzig verschiedene Stauden blühen in unterschiedlichsten Farben. Vögel zwitschern und Zikaden zirpen. Zwischen den Fingern fühlt man die samtenen Blütenblätter und riecht den aromatischen Duft der Heilkräuter.